# Gregorio De Ferrari

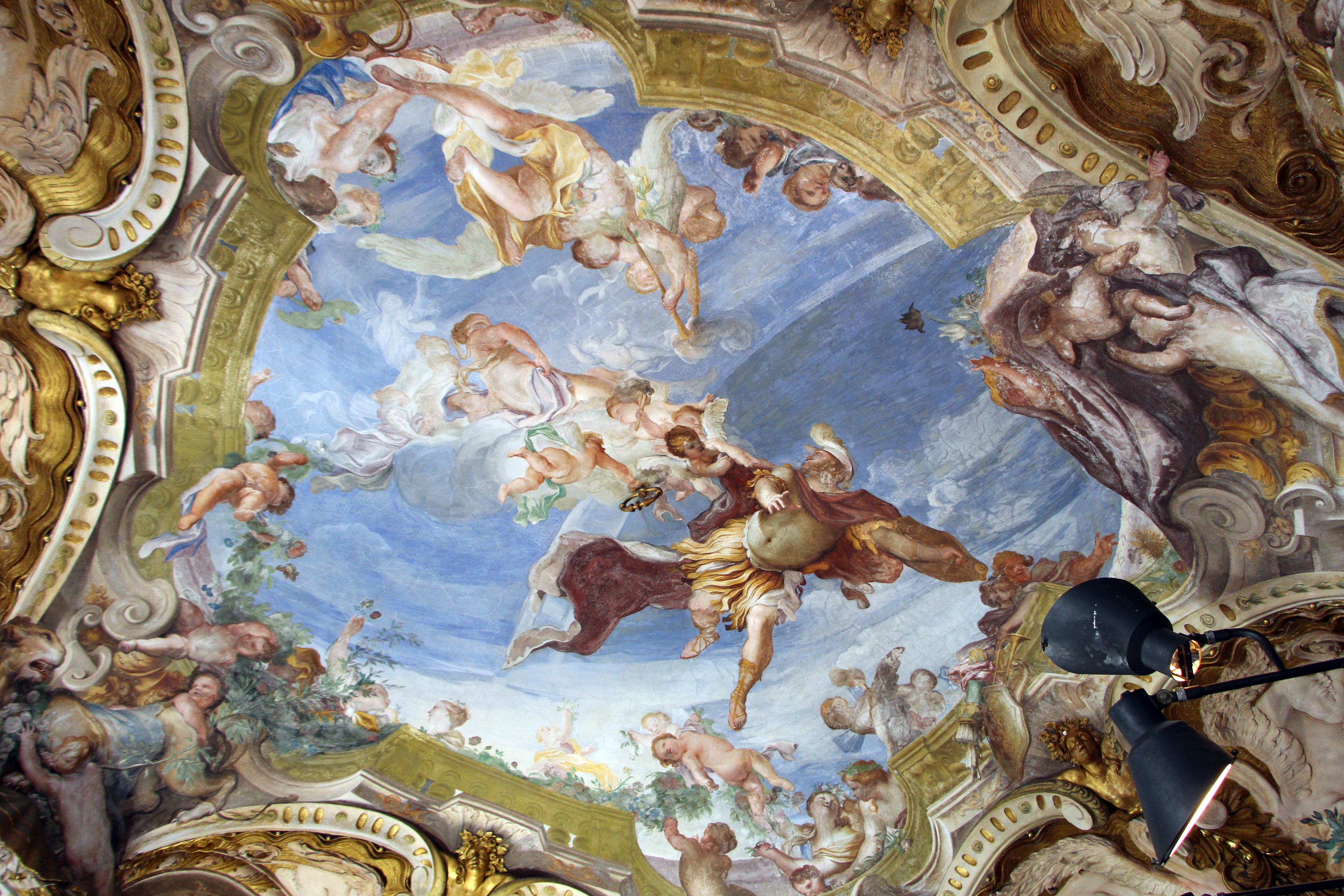
Mit wiosny, lata 80. XVII w., Palazzo Rosso

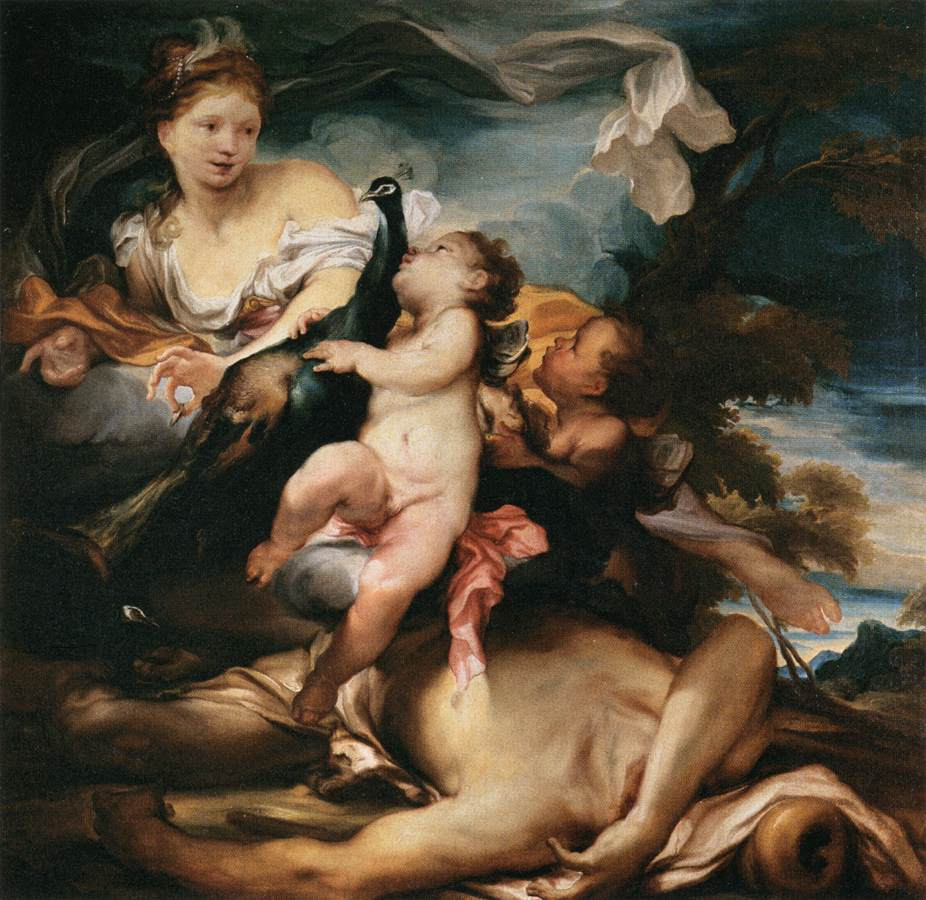
Junona i Argus, 1685–1695, Luwr

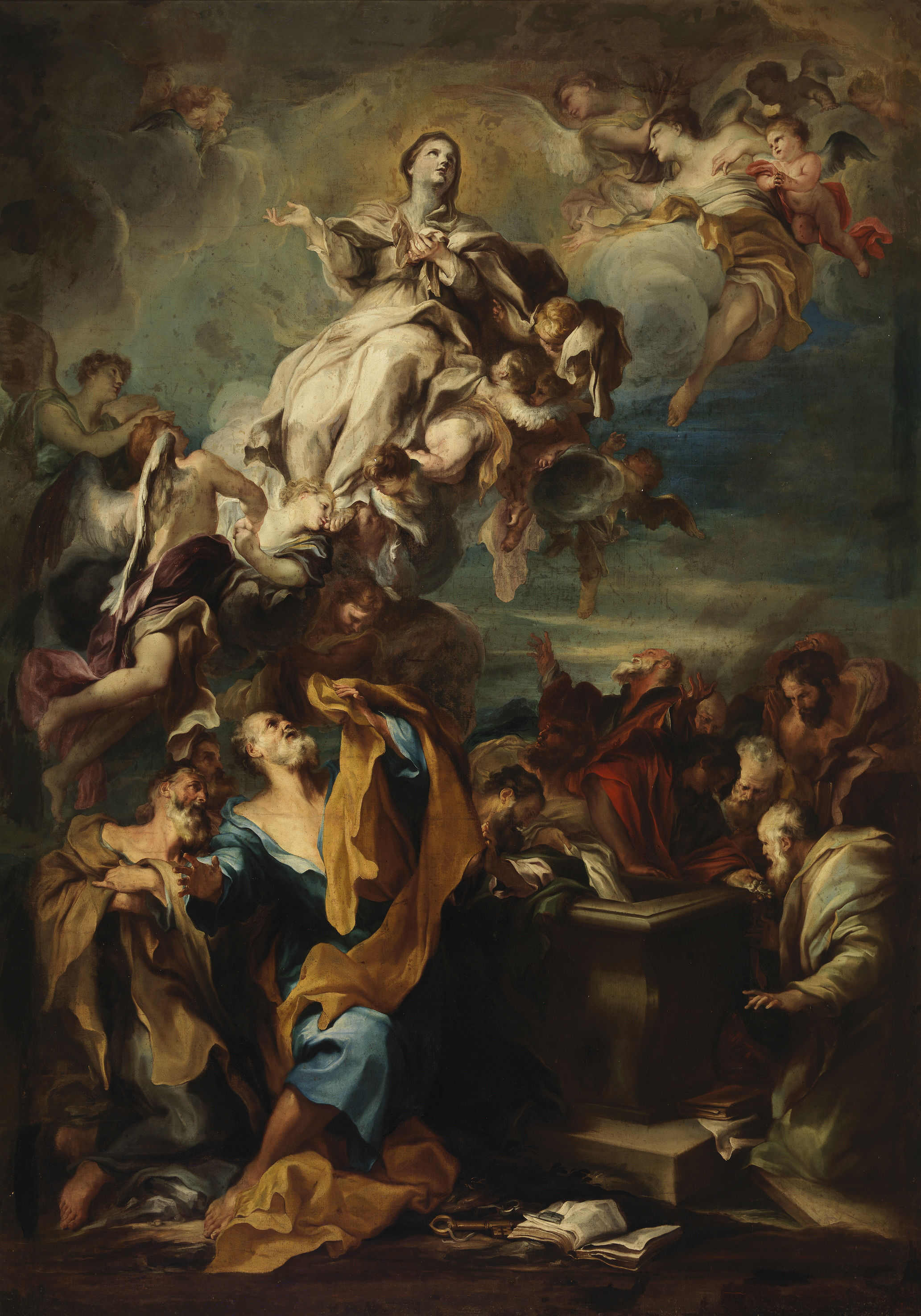
Wniebowzięcie Najświętszej Maryi Panny, ok. 1700, Prado

Gregorio De Ferrari (ur. 12 kwietnia 1647 w Porto Maurizio, zm. w styczniu 1726 w Genui) – włoski malarz epoki późnego baroku, jeden z czołowych artystów Genui przełomu XVII i XVIII wieku. Znany z długoletniej współpracy z innym czołowym malarzem Genui, Domenikiem Piolą. Pozostawił po sobie freski i obrazy olejne w kościołach i pałacach Genui. Obszerna kolekcja jego prac znajduje się w Palazzo Rosso.

## Życie i twórczość

### XVII wiek
Gregorio De Ferrari urodził się jako syn Lorenza i Maddaleny. W młodości studiował retorykę i filozofię. Zamierzając zostać prawnikiem wyjechał na studia do Genui. Po przybyciu do tego miasta zrezygnował jednak z tych planów wybierając zawód malarza. Około 1664 roku wstąpił do szkoły Domenica Fiaselli, znanego wówczas malarza. Po około pięciu latach, niezadowolony z postępów, przerwał naukę. Między 1668 a 1669 rokiem wyjechał do Parmy, aby zgłębiać tam tajniki dzieł Correggia. Z jego ówczesnego dorobku zachowały się: Madonna z koszem (Palazzo Bianco) i fragment Kopuły katedry w Parmie (Accademia Ligustica). Powrócił do Genui przypuszczalnie około 1671 roku. Zamieszkał przy ulicy San Leonardo, nieopodal domu Domenica Pioli, z którym wkrótce nawiązał współpracę i z którym zaprzyjaźnił się, a w 1674 roku ożenił się z jego córką Margheritą. Piola zaangażował go między siódmą a ósmą dekadą XVII wieku do dekoracji kościoła Sant’Andrea (zniszczonego), powierzając mu realizację w krypcie tego kościoła fresku Biczowanie apostoła (niezachowanego). Od momentu kiedy De Ferrari został współpracownikiem Pioli, przypisuje mu się namalowanie kilku obrazów, pochodzących z domu tego ostatniego (Ojciec Przedwieczny, Święta Rodzina oraz seria czterech obrazów, być może zawieszonych nad drzwiami: Ziemski raj, Wypędzenie z Edenu, Stworzenie człowieka i Rodzina Adama. Do wczesnych jego prac należą także: freski Aurora w Palazzo Lomellini i Pietà w kościele Santa Maria di Castello w Genui oraz dwa bardzo zbliżone stylistycznie do siebie obrazy, Św. Piotr Męczennik w parafii Dolcedo (Imperia) oraz Męczeństwo św. Wawrzyńca w kościele Nostra Signora della Consolazione w Genui. Prawdopodobnie około 1676 roku namalował na zlecenie teatynów dwa obrazy dla kościoła San Giovanni Battista w Sampierdarenie (Genua): Ekstaza św. Franciszka i Odpoczynek podczas ucieczki do Egiptu, które znajdują się obecnie w zakrystii kościoła San Siro w Genui. Oba płótna wykazują silny wpływ Correggia. Artysta wypracował własny, indywidualny styl, dla którego charakterystyczne są eleganckie, wydłużone figury, narastający, spiralny ruch i płynna miękkość. W 1681 roku datował i podpisał obraz ołtarzowy Św. Klara zmuszająca Saracenów do ucieczki, przeznaczony dla kościoła San Giovanni Battista w Oneglii. W następnym roku otrzymał wynagrodzenie za dwa obrazy, Św. Stefan i Św. Wawrzyniec, przeznaczone dla kaplicy św. Klemensa w genueńskim kościele Santissima Annunziata del Vastato. Około 1680 roku namalował szereg obrazów: Ucieczka do Egiptu (kolekcja prywatna, Genua), Św. Michał Archanioł strącający zbuntowane anioły (Bazylika Santa Maria delle Vigne, Genua), Św. Hieronim (kościół San Girolamo) oraz 2 obrazy alegoryczne: Alegoria muzyki i Alegoria architektury (Galleria Nazionale di Palazzo Spinola). Prawdopodobnie około 1684 roku namalował 2 obrazy na stropach Palazzo Centurione: Sztuki wyzwolone i Chwała bohatera oraz freski w Palazzo Francesco Maria Balbi. To we freskach najbardziej uwidocznił się jego styl. Realizując je antycypował XVIII-wieczne rozwiązania formalne tworzące ciągłość pomiędzy malarstwem a dekoracją architektoniczną. W 1684 roku w obawie przed skutkami francuskiego bombardowania Genui przeniósł się do Villa Balbi w Zerbino, w której salonie namalował Alegorie pór roku. Z tego samego okresu pochodzą, przypisywane mu, obrazy z domu Domenica Pioli: Mojżesz wyprowadzający wodę ze skały (Palazzo Rosso) oraz Św. Jan Chrzciciel na pustyni i Św. Hieronim na pustyni (Palazzo Bianco). Po 1684 roku na zaproszenie Marszałka Francji, Noaillesa, udał się do Marsylii, by na jego zlecenie  pomalować sufit. Zadania tego z powodu trudności technicznych nie wykonał, ale pozostawił po sobie kilka obrazów (o których jednak nie zachowały się wzmianki), które Marszałek później zabrał ze sobą do Paryża. Mógł wśród nich znajdować się obraz Junona i Argus, datowany na lata 80.–90. XVII wieku (obecnie w zbiorach Luwru). W latach 1685–1690 działał w Turynie, gdzie na zlecenie Wiktora Amadeusza II pokrył 3 pokoje jego pałacu freskami przedstawiającymi Metamorfozy Owidiusza. Z tamtego okresu jego działalności zachowały się do dziś 4 owalne obrazy, w tym 2 w jednym z saloników pałacu królewskiego. W 1688 roku namalował we współpracy z kwadraturzystą Antoniem Marią Haffnerem i sztukatorem Giacomem M. Muttone dwa alegoryczne freski, Mit wiosny i Mit lata, umieszczone na sklepieniach dwóch pierwszych salonów na drugim piano nobile Palazzo Rosso. Inne jego freski, namalowane dla Palazzo Rosso zostały zniszczone.
Ostatnie lata ósmej dekady XVII wieku to płótna: Samarytanka przy studni, (Palazzo Rosso), Madonna z Lepanto, (kolekcja prywatna, Genua), Kazanie św. Franciszka Ksawerego (kościół parafialny w Porto Maurizio), Wniebowzięcie Najświętszej Maryi Panny (Bazylika San Francisco el Grande, Madryt). W 1690 roku namalował na sklepieniu kościoła Santi Giacomo e Filippo fresk przedstawiający Wniebowzięcie (zachowany we fragmentach). Z ostatniej dekady stulecia pochodzi obraz Nadanie Janowi imienia Chrzciciel, który znany jest z zachowanego szkicu przygotowawczego (zbiory Palazzo Rosso). Na przełomie XVII i XVIII wieku pokrył malowidłami 2 pokoje w pałacu Saluzzo Granello w Genui: Neptun i Amfitryta oraz Amor i Psyche.

### XVIII wiek
W 1703 roku namalował obraz Matka Boża Bolesna i dusze w czyśćcu (obecnie w kaplicy oratorium San Leonardo in Porto Maurizio). Tuż po nim namalował Zaśnięcie św. Scholastyki dla kościoła Santo Stefano w Genui (obecnie w depozycie Soprintendenza ai beni artistici e storici della Liguria). W 1704 roku zrealizował freski na ścianach bocznych ołtarza głównego w kościele Santa Brigida (zniszczonym), zaś w roku 1705 odrestaurował freski na kopule kościoła Santissima Annunziata del Vastato. W 1715 roku wykonał swoją ostatnią pracę o charakterze publicznym – dekoracyjny fresk na kopule genueńskiego kościoła Santa Croce e San Camillo, przy którym pomagał mu jego syn Lorenzo. Inne jego obrazy, namalowane w XVIII wieku to: Ekstaza św. Teresy (Palazzo Rosso), Madonna z Dzieciątkiem i św. Antonim (kolekcja prywatna, Genua), Alegoria (Museo Lazaro Galdiano, Madryt). Z lat 1715–1720 pochodzą przypisywane mu obrazy: Noli me tangere (Palazzo Bianco, pochodzący z domu Domenica Pioli) i grupa dużych płócien o treści mitologicznej, w tym Herkules i Andromeda, Herkulesa i Hydra, Herkules i byk kreteński, Perseusz i Andromeda.

#### Śmierć
De Ferrari w ostatnich latach swego życia musiał, z powodu pogarszającego się zdrowia, porzucić malowanie. Zmarł w styczniu 1726 roku w Genui. Miał dwóch synów, Lorenza i Giuseppe, którzy również zostali malarzami; bardziej znany był Lorenzo.

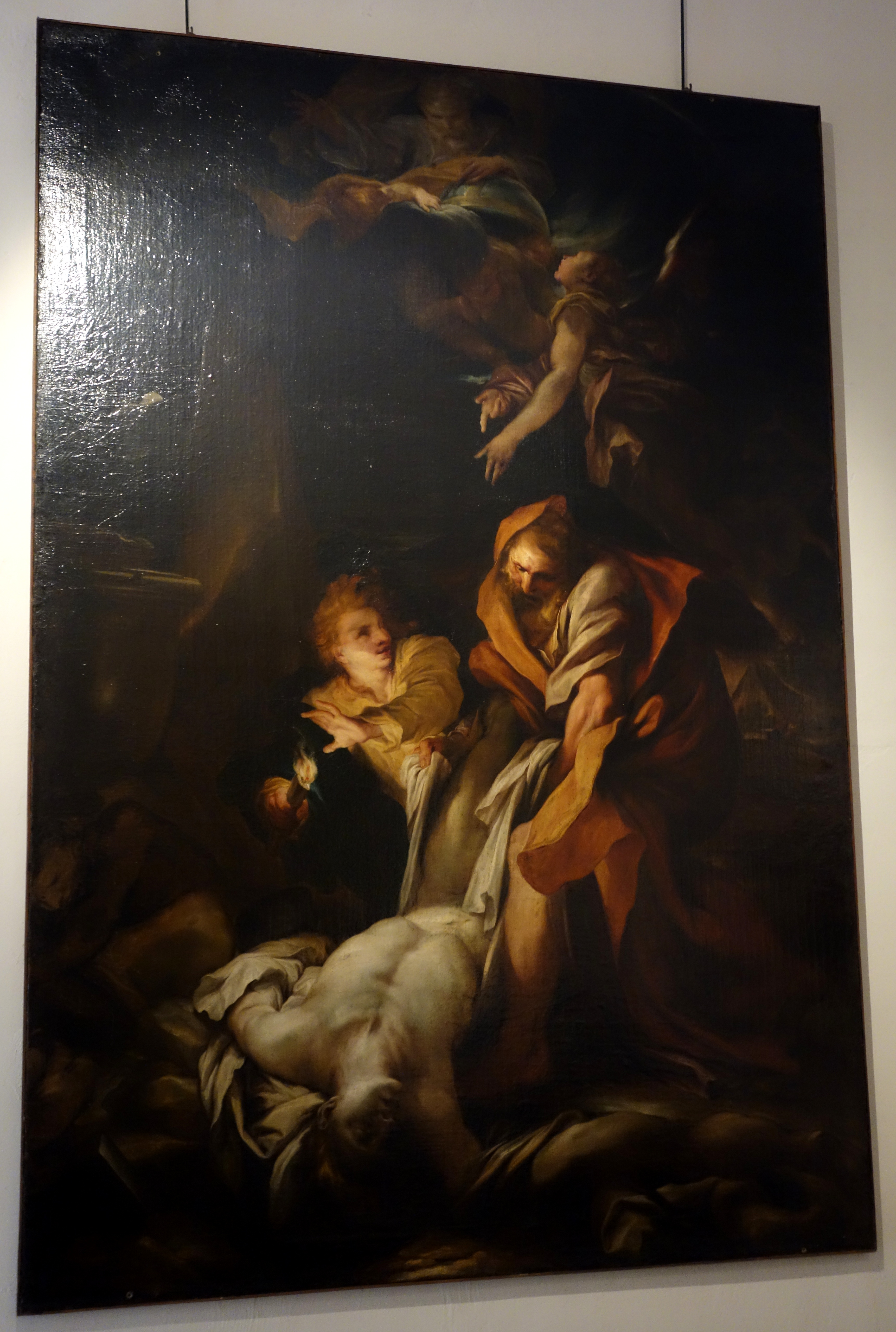
Tobiasz grzebiący zmarłych, ok. 1680, Muzeum Diecezjalne w Genui
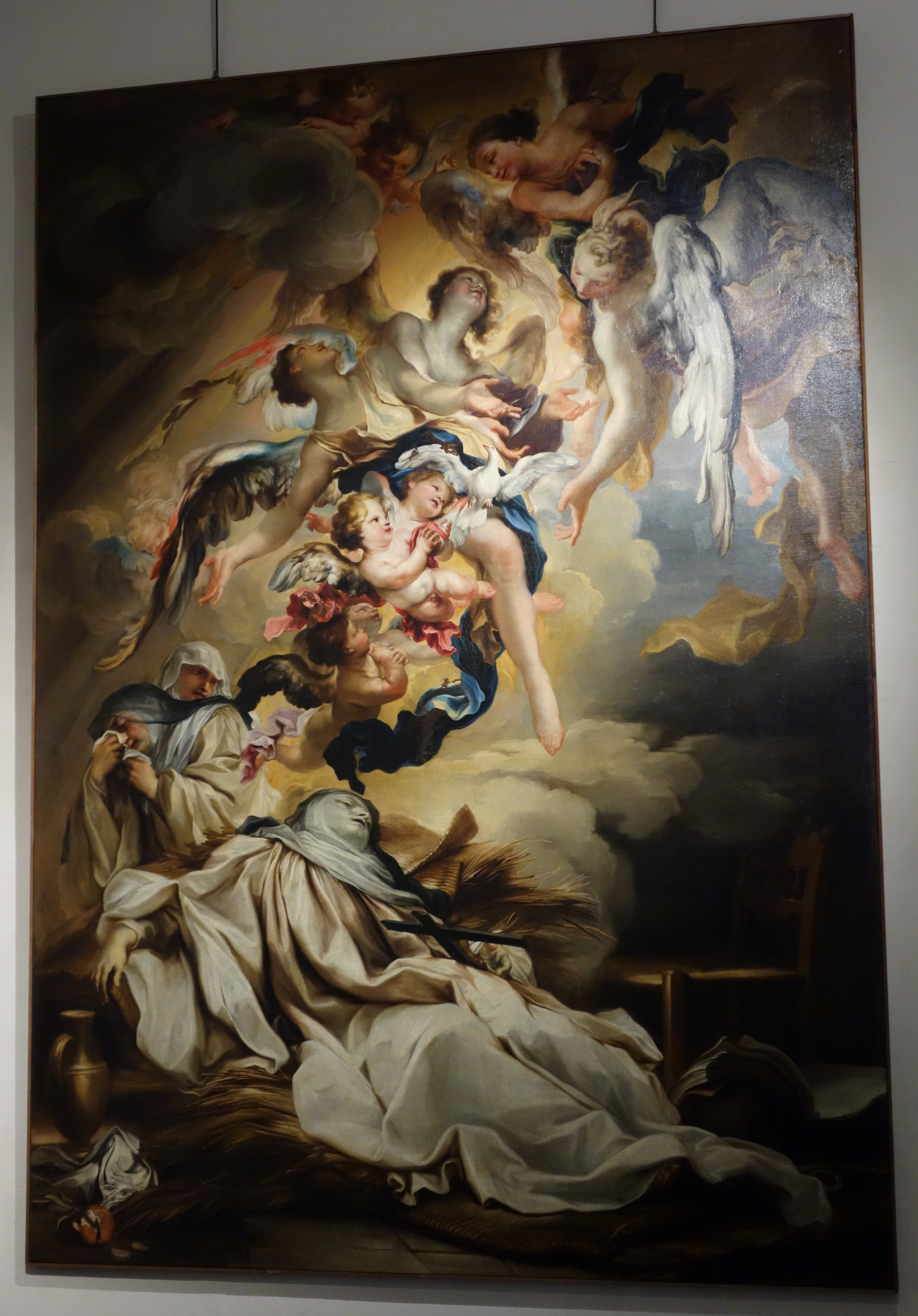
Zaśnięcie św. Scholastyki, ok. 1700, Muzeum Diecezjalne w Genui
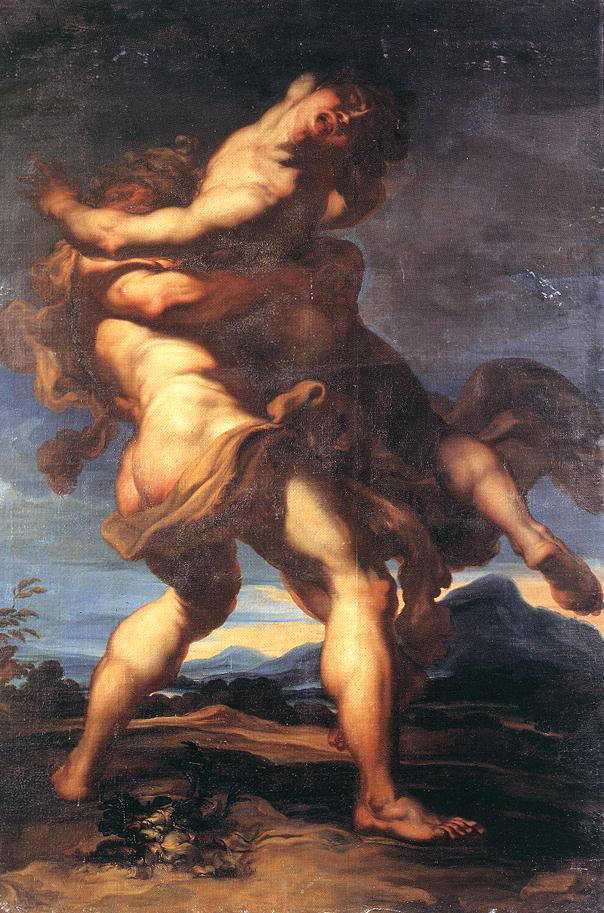
Herkules i Anteusz, lata 90. XVII w., Palazzo Spinola Lazzaro e Giacomo